# Філіпп Рішар
Філі́пп Ріша́р (фр. Philippe Richard, повне ім'я — Огю́ст Філі́пп Ріша́р (фр. Auguste Philippe Richard); 24 червня 1891, Сент-Етьєн, Луара, Франція — 24 грудня 1973, Париж, Франція) — французький актор.

## Біографія
Філіпп Рішар народився 26 червня 1891 року в Сент-Етьєні, що в департаменті Луара у Франції. Акторську кар'єру почав на початку 1920-х років у німому кіно. Знімався у фільмах таких режисерів, як Герхард Лампрехт, Марк Аллегре, П'єр Бійон, Жульєн Дювів'є, Макс Офюльс, Саша Гітрі, Робер Верне, Жорж Лакомб, Рене Клер, Анрі Верней та ін. Загалом, за час своєї кінокар'єри зіграв ролі у майже 100 фільмах.
Окрім роботи в кіно Філіпп Рішар виступав також на театральній сцені.

## Фільмографія
| Рік  |    | Українська назва                | Оригінальна назва               | Роль                                |
| ---- | -- | ------------------------------- | ------------------------------- | ----------------------------------- |
| 1923 | ф  | Графиня де Монсоро              | La dame de Monsoreau            | грав Анжуйський                     |
| 1924 | ф  | Провидець                       | La voyante                      | Андре Рено                          |
| 1932 | ф  | Фантомас                        | Fantômas                        | Мішель, поліцейський, помічник Жюва |
| 1932 | ф  | Кохати Перголезе                | Les amours de Pergolèse         | розбійник Таландрі                  |
| 1932 | ф  | Справа в капелюсі               | L'affaire est dans le sac       | слуга                               |
| 1933 | ф  | Агонія орлів                    | L'agonie des aigles             | Луї                                 |
| 1933 | ф  | Тунель                          | Le tunnel                       | Гарріман                            |
| 1934 | ф  | Скандал                         | Le scandale                     | суддя                               |
| 1934 | ф  | П'ятий відбиток                 | La cinquième empreinte          |                                     |
| 1934 | ф  | Ніч у травні                    | Nuit de mai                     |                                     |
| 1935 | ф  | Турандот, принцеса Китаю        | Turandot, princesse de Chine    |                                     |
| 1935 | ф  | Баркарола                       | Barcarolle                      | Мотта                               |
| 1935 | ф  | Диявол у пляшці                 | Le diable en bouteille          | Макко                               |
| 1935 | ф  | Циганський барон                | Le baron tzigane                | Палі                                |
| 1936 | ф  | Гроші                           | L'argent                        | Руґон                               |
| 1936 | ф  | На службі у царя                | Au service du tsar              |                                     |
| 1936 | ф  | Вулиця Миру, 27                 | 27 rue de la Paix               | офіцер поліції                      |
| 1936 | ф  | Містер Флоу                     | Mister Flow                     | прокурор                            |
| 1936 | ф  | Велика любов Бетховена          | Un grand amour de Beethoven     |                                     |
| 1936 | ф  | Порт-Артур                      | Port-Arthur                     |                                     |
| 1936 | ф  | Нітчево                         | Nitchevo                        | головний наглядач                   |
| 1936 | ф  | Герой дня                       | L'homme du jour                 | хірург                              |
| 1936 | ф  | Пепе ле Моко                    | Pépé le Moko                    | Жонв'є                              |
| 1937 | ф  | Поліція устоїв                  | Police mondaine                 | мій дядько                          |
| 1937 | ф  | Фортеця тиші                    | La citadelle du silence         |                                     |
| 1937 | ф  | Йошивара                        | Yoshiwara                       | російський аташе                    |
| 1937 | ф  | Клуб аристократів               | Le club des aristocrates        | мажордом                            |
| 1937 | ф  | Алібі                           | L'alibi                         | Джон Гордон                         |
| 1938 | ф  | Жінка з кінця світла            | La femme du bout du monde       | капітан Сюер                        |
| 1938 | ф  | Захід                           | L'occident                      |                                     |
| 1938 | ф  | Паризьке кафе                   | Café de Paris                   | друг автора                         |
| 1938 | ф  | Адрієнна Лекуврер               | Adrienne Lecouvreur             | лікар                               |
| 1938 | ф  | Гібралтар                       | Gibraltar                       |                                     |
| 1938 | ф  | Пройдемося по Єлисейських Полях | Remontons les Champs-Élysées    | Людовик XVIII                       |
| 1938 | ф  | Роман Вертера                   | Le roman de Werther             |                                     |
| 1938 | ф  | Принц Бовуль                    | Le prince Bouboule              | Рішар                               |
| 1938 | ф  | Дика бригада                    | La brigade sauvage              |                                     |
| 1939 | ф  | Кінець дня                      | La fin du jour                  | маршал Мармон                       |
| 1939 | ф  | Примарний віз                   | La charrette fantôme            | бос кабаре                          |
| 1939 | ф  | Шлях честі                      | Le chemin de l'honneur          | майор                               |
| 1940 | ф  | Емігрант                        | L'émigrante                     | головний лікар                      |
| 1940 | ф  | Серенада                        | Sérénade                        | настоятель монастиря                |
| 1940 | ф  | Париж-Нью-Йорк                  | Paris New-York                  | командир                            |
| 1940 | ф  | Пан Ектор                       | Monsieur Hector                 | завідувач                           |
| 1941 | ф  | Слуга майтсра                   | Le valet maître                 | Кастане                             |
| 1941 | ф  | Це не я                         | Ce n'est pas moi                |                                     |
| 1942 | ф  | Герцогиня Ланже                 | La duchesse de Langeais         | портьє                              |
| 1942 | ф  | Закон про весну                 | La loi du printemps             | Луї                                 |
| 1942 | ф  | Приватне життя                  | Vie privée                      | директор                            |
| 1943 | ф  | Великий мергельний кар'єр       | La grande marnière              | генеральний адвокат                 |
| 1946 | ф  | Людина ночі                     | L'homme de la nuit              | мосьє Сапен                         |
| 1947 | ф  | Патрон                          | Mandrin                         | Каркасс                             |
| 1948 | ф  | Потрійний запит                 | Triple enquête                  | Латаньєр                            |
| 1948 | ф  | Кульгавий диявол                | Le diable boiteux               | Луї-Філіпп                          |
| 1948 | ф  | Жінка, яку я вбив               | La femme que j'ai assassinée    | Андре                               |
| 1949 | ф  | Пастка для чоловіків            | Piège à hommes                  |                                     |
| 1950 | ф  | Весільна ніч                    | Une nuit de noces               | Президент                           |
| 1950 | ф  | Вероніка                        | Véronique                       | буржуа                              |
| 1950 | ф  | Повітряні авантюристи           | Les aventuriers de l'air        |                                     |
| 1951 | ф  | Її дорогий консьєрж             | Le chéri de sa concierge        | кардинал                            |
| 1951 | ф  | Бродяга мільярдер               | Le clochard milliardaire        | промисловець                        |
| 1951 | ф  | Ніч — моє царство               | La nuit est mon royaume         | директор                            |
| 1952 | ф  | У серці Казби                   | Au coeur de la Casbah           | великий Поло                        |
| 1952 | ф  | Найщасливіший з людей           | Le plus heureux des hommes      | Баядер                              |
| 1953 | ф  | Заклик долі                     | L'appel du destin               | директор                            |
| 1953 | ф  | Королівська марка               | Koenigsmark                     |                                     |
| 1953 | ф  | П'ятниця у школі-інтернаті      | Des quintuplés au pensionnat    | мер                                 |
| 1953 | ф  | Коли ти прочитаєш цей лист      | Quand tu liras cette lettre...  |                                     |
| 1954 | ф  | Якби мені розповіли про Версаль | Si Versailles m'était conté...  | Луї-Філіпп                          |
| 1954 | ф  | Розстрига                       | Le défroqué                     | власник готелю                      |
| 1956 | ф  | Якби нам розповіли про Париж    | Si Paris nous était conté       | Луї-Філіпп                          |
| 1960 | ф  | Бал шпигунів                    | Le Bal des espions              |                                     |
| 1966 | тф | Великий страх на горі           | La Grande Peur dans la montagne |                                     |